# Silurichthys ligneolus
Silurichthys ligneolus är en fiskart som beskrevs av Ng och Tan 2011. Silurichthys ligneolus ingår i släktet Silurichthys och familjen malfiskar. Inga underarter finns listade i Catalogue of Life.